# Kärnvärde
Kärnvärde beskriver en aspekt av ett varumärkes identitet. Kärnvärdena är en viktig grundsten i företagets varumärkesplattform och ska på ett övergripande plan fånga in varumärkets absoluta essens eller "själ". De talar om vad företaget vill stå för nu och i framtiden och vilka grundläggande värderingar som driver varumärket. De har nära anknytning till varumärkets vision.
Kärnvärdena utgör centrum av varumärkesidentiteten och består av en relativt liten uppsättning ord eller begrepp, oftast 3-4 stycken. Häri ligger de associationer och värden som förblir oförändrade när varumärket exempelvis introduceras på nya marknader eller appliceras på nya produkter. Kärnvärdena är konstanta och måste kunna motstå tillfälliga förändringar som kan beröra andra delar av varumärket.

## Exempel
- Till exempel är biltillverkaren Volvos kärnvärden är säkerhet, kvalitet, miljö, design – fyra ord som fungerar som riktlinjer och avstämningspunkter för allt som företaget gör.